# Ambodiampana (Soanierana Ivongo)
Pour les articles homonymes, voir Ambodiampana.
Ambodiampana est une commune rurale malgache située dans la partie centre-est de la région d'Analanjirofo.